# U.S. Route 422
La U.S. Route 422 (US 422) est une US Route auxiliaire de la US 22 parcourant 271 miles (436 km) en Ohio et en Pennsylvanie. La US 422 a la particularité d'être la seule US Route séparée en deux segments (outre les routes traversant le Parc national de Yellowstone ou la frontière canadienne. Le segment ouest de la route débute dans le centre-ville de Cleveland, Ohio jusqu'à Ebensburg, Pennsylvanie. Le segment est, situé entièrement en Pennsylvanie, débute à Hershey jusqu'à King of Prussia, près de Philadelphie.

## Description du tracé

### Segment ouest

#### Ohio
La US 422 débute à Public Square, au centre-ville de Cleveland. Elle se dirige vers le sud-est jusqu'à Beachwood où elle rejoint l'I-271 vers le sud. À la jonction avec l'une des branches de l'I-480, les routes se séparent et la US 422 poursuit son trajet vers l'est. Elle passe par Solon, Bainbridge et Parkman avant de bifurquer vers le sud-est. Elle atteint Warren et traverse la ville. Elle continue vers le sud-est en passant par Girard et Youngstown. Elle contourne la ville et adopte une orientation vers l'est. Après avoir quitté la ville, elle atteint rapidement la frontière de la Pennsylvanie.

#### Pennsylvanie
La US 422 entre en Pennsylvanie au sud-ouest de New Bedford. Elle se dirige vers le sud-est et atteint la ville de New Castle. Elle y rejoint l'I-376 vers le sud et contourne la ville par le sud. Elle la quitte en se dirigeant vers l'est et le sud-est. Elle passe par Prospect, Butler, Kittanning, Elderton, Indiana et Ebensburg. Là, elle prend fin à la jonction avec la US 219. Il est possible de relier les deux segments en poursuivant le trajet sur la US 22 jusqu'à Harrisburg, l'I-83 dans la ville et la US 322 à l'est de la ville.

### Segment est

#### Pennsylvanie
La US 422 débute son segment est à la jonction avec la US 322 à Hershey. Elle se dirige vers l'est jusqu'à Reading en passant par Lebanon et Robesonia. À Reading, elle reprend un alignement vers le sud-est. Elle passe par Pottstown, Royersford et King of Prussia, où elle prend fin à la jonction avec l'I-76 / US 202.

## Intersections majeures
Segment ouest
Ohio
 US 6 / US 20 à Cleveland
 I-90 à Cleveland
 I-77 à Cleveland
 I-271 à Cleveland. Les routes forment un multiplex dans la ville.
 I-480 à Solon
 I-80 à Girard
 US 62 à Youngstown
Pennsylvanie
 I-376 près de New Castle. Les routes forment un multiplex dans la ville.
 US 19 près de Portersville
 I-79 près de Portersville
 US 119 près d'Indiana
 US 219 près d'Ebensburg
Segment est
Pennsylvanie
 US 322 à Hershey
 US 222 à Wyomissing. Les routes forment un multiplex dans la ville.
 I-176 près de Reading
 I-76 / US 202 à King of Prussia